# Ministerie van Klimaat en Groene Groei
Het ministerie van Klimaat en Groene Groei (KGG) is een Nederlands ministerie. Het houdt zich bezig met alle zaken die te maken hebben met het klimaat. Huidig minister is Sophie Hermans (VVD).
Het ministerie is opgericht op 2 juli 2024, bij het aantreden van het kabinet-Schoof. In de voorgaande kabinetten hoorde dit beleidsgebied bij Economische Zaken en Klimaat. Bij de oprichting van KGG werd dat ministerie hernoemd naar Economische Zaken.

## Taken
Het ministerie van Klimaat en Groene Groei is verantwoordelijk voor het Nederlandse energie- en klimaatbeleid. De minister heeft de volgende taken:
- Coördinatie klimaatbeleid
- Nederlandse Emissieautoriteit
- Verduurzaming industrie
- Energiebeleid
- Klimaatfonds
- Staatstoezicht op de Mijnen
- Mijnbouw
- Ontmanteling Groningenveld
- Beleidsdeelnemingen
- Wetenschappelijke klimaatraad

Algemene Zaken (AZ) · 
Asiel en Migratie (A&M) · 
Binnenlandse Zaken en Koninkrijksrelaties (BZK) · 
Buitenlandse Zaken (BZ) ·
Defensie (Def) · 
Economische Zaken (EZ) · 
Financiën (Fin) · 
Infrastructuur en Waterstaat (I&W) · 
Justitie en Veiligheid (J&V) · 
Klimaat en Groene Groei (KGG) · 
Landbouw, Visserij, Voedselzekerheid en Natuur (LVVN) ·
Onderwijs, Cultuur en Wetenschap (OCW) · 
Sociale Zaken en Werkgelegenheid (SZW) · 
Volksgezondheid, Welzijn en Sport (VWS) · 
Volkshuisvesting en Ruimtelijke Ordening (VRO)

Voormalige ministeries:
Algemene Oorlogvoering van het Koninkrijk (AOK) ·
Arbeid, Handel en Nijverheid ·
 Binnenlandse Zaken en Landbouw ·
Cultuur, Recreatie en Maatschappelijk Werk (CRM) ·
Economische Zaken en Arbeid ·
Economische Zaken, Landbouw en Innovatie (EL&I) · 
Eredienst ·
Handel en Nijverheid ·
Handel, Nijverheid en Landbouw ·
Handel, Nijverheid en Scheepvaart ·
Infrastructuur en Milieu ·
Justitie (Just) ·
Koloniën, later Overzeese Gebiedsdelen ·
Landbouw, Natuurbeheer en Visserij ·
Landbouw, Nijverheid en Handel ·
Landbouw en Visserij ·
Landbouw, Visserij en Voedselvoorziening ·
Maatschappelijk Werk ·
Marine ·
Oorlog ·
Onderwijs en Wetenschappen ·
 Onderwijs, Kunsten en Wetenschappen ·
Openbare Werken ·
Openbare Werken en Wederopbouw ·
Sociale Zaken en Volksgezondheid ·
Verkeer ·
Verkeer en Energie ·
Verkeer en Waterstaat (V&W) · 
Volksgezondheid en Milieuhygiëne ·
Volkshuisvesting en Bouwnijverheid ·
Volkshuisvesting, Ruimtelijke Ordening en Milieubeheer (VROM) ·
Waterstaat ·
Waterstaat, Handel en Nijverheid ·
Wederopbouw en Volkshuisvesting ·
Welzijn, Volksgezondheid en Cultuur (WVC)